# メルセデスAMG・SL
メルセデスAMG SL（Mercedes-AMG SL R232）は、ドイツの自動車メーカーメルセデス・ベンツ・グループが、メルセデスAMGブランドで展開している高級スポーツカーである。

## 概要
2021年10月28日、初披露された。
当代より、メルセデス・ベンツブランドとは異なり、サブブランドであるメルセデスAMGブランドから販売されることになった。6代目までのクーペカブリオレ (メタルトップ) に代わって、4代目以来のソフトトップが採用されたほか、SLでは史上初となる4WDと四輪操舵が採用された。
エクステリアでは、現行メルセデスにおけるデザイン言語となった伝統のロングノーズ・ショートデッキスタイルを踏襲し、近年のAMGブランドの証であるパナメリカーナグリルが装着される。ソフトトップの採用により軽量化と低重心化が図られ、ハンドリング性能の向上に寄与している。 アドヴィックスの新開発アルミ対向型6ポットキャリパが搭載されている。メルセデスAMGがSL用に開発したロードスターアーキテクチャにより後席が設けられた。
2022年4月6日、SL 43を発表。量産車では世界初となる48V電気システムを電源とする電動ターボチャージャー「エレクトリック・エグゾーストガス・ターボチャージャー」を組みこんだ2.0L 直列4気筒エンジンM139型を搭載。駆動方式はFR。なお、4気筒エンジンを搭載したのは1954年から1963年に販売されていた190SL (R121)以来約60年ぶりである。
同年10月24日、日本導入が発表され、同日より発売。日本仕様では、発売当初前述したSL 43（Mercedes-AMG SL 43）のみの導入であった。
2023年4月25日、日本仕様車に4.0L V型8気筒エンジンM177型を搭載した4WDモデルSL 63 4MATIC+を追加導入し発売。併せて、SL 43は自宅駐車場などのA地点と乗降場所などのB地点のルートを車両に記憶させることで車両が区間の移動や駐車（公共での駐車スペースなど公道での使用は不可）を行う「メモリーパーキングアシスト」が標準装備され、ボンネットエンブレムを新デザインに変更。有償オプションにヒマラヤグレーペイント21インチAMG10ツインスポークアルミホイールと内装色のクリスタルホワイト/ブラック（ナッパレザー）を追加する装備内容の一部変更も実施された。
同年6月28日、特別仕様車SL 63 4MATIC+ Motorsport Collectors Edition（モータースポーツ コレクターズ エディション）が発表され、同日より日本での予約注文の受付が開始された。SL 63 4MATIC+をベースに、外観は車両先端から後輪前部までをハイテックシルバー、後輪部分以降をオブシディアンブラックをグラデーションにより組み合わせた専用ツートーンペイントとするとともに、車体後部にスターパターンのペイントワークも施された。併せて、AMGエアロダイナミックパッケージとAMGナイトパッケージが特別装備され、アルミホイールはマットブラックペイント21インチAMG10ツインスポークが採用され、PETRONASのリムフリンジも施され、ブレーキキャリパーをブラックとした。内装にはAMGパフォーマンスステアリングが特別装備された。世界で100台の限定販売で、このうち日本には17台が用意される。予約注文は同年7月12日までの受付となり、販売台数以上の申込があった場合には抽選となる。
| グレード      | 排気量  | エンジン                | 最高出力                              | 最大トルク                     | 駆動方式 | 備考                     |
| ------------- | ------- | ----------------------- | ------------------------------------- | ------------------------------ | -------- | ------------------------ |
| SL 63 4MATIC+ | 3982 cc | V型8気筒DOHCターボ      | 585 PS (430 kW) / 5500 rpm – 6500 rpm | 800 N・m / 2500 rpm – 5000 rpm | 4WD      | 四輪操舵を搭載           |
| SL 55 4MATIC+ | 3982 cc | V型8気筒DOHCターボ      | 476 PS (350 kW) / 5500 rpm – 6500 rpm | 700 N・m / 2250 rpm – 4500 rpm | 4WD      | 四輪操舵を搭載           |
| SL 43         | 1991 cc | 直列4気筒DOHC電動ターボ | 381 PS (280 kW) / 6750 rpm            | 480 N・m / 3250 rpm – 5000 rpm | FR       | 四輪操舵はオプション設定 |